# مارينوس فان دير لوبي
مارينوس فان دير لوبي (بالهولندية:Marinus van der Lubbe) ، من مواليد 13 يناير 1909 ، وأعدم بتاريخ 10 يناير 1934م ، وهو سياسي هولندي ينتمي للحزب الشيوعي الألماني ، أتهمته حكومة الرايخ الثالث بإحراق مبنى الرايخستاغ ، وذلك بعد حادثة رايخستاغ في اليوم 27 من فبراير سنة 1933م.

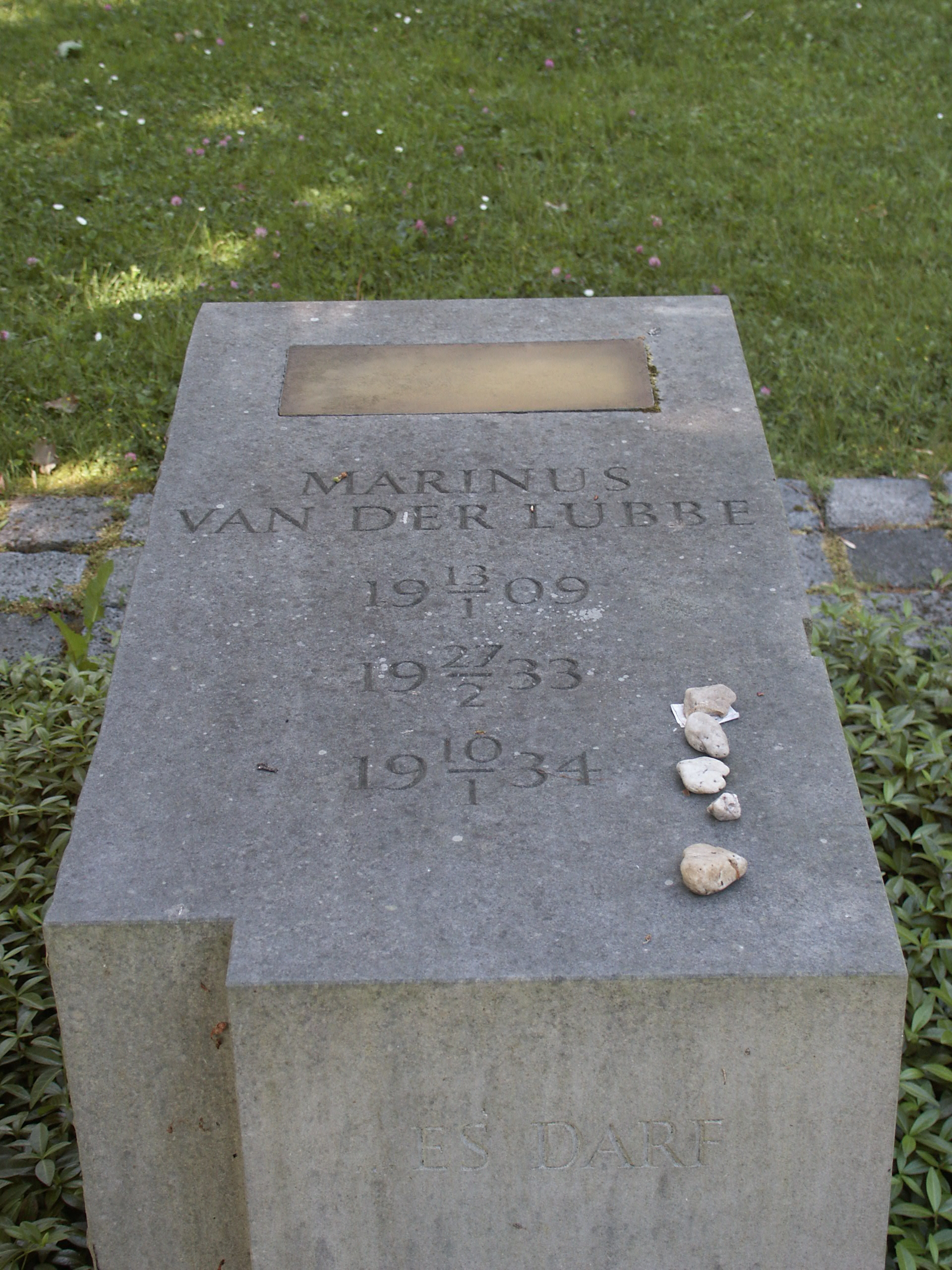
قبر مارينوس.

## وصلات خارجية
- مارينوس فان دير لوبي على موقع IMDb (الإنجليزية)
- مارينوس فان دير لوبي على موقع الموسوعة البريطانية (الإنجليزية)

- English translation of The Reichstag Fire (1963) by Fritz Tobias, with introduction by A. J. P. Taylor
- Biography Marinus van der Lubbe on libcom.org history
- Dutch Council Communism and Van der Lubbe Burning the Reichstag - The question of "exemplary acts" - the political repercussions of his act on his comrades
- Article in Guardian, January 12, 2008
- Zuidenwind Filmproductions نسخة محفوظة 2 مارس 2009 على موقع واي باك مشين. at www.zuidenwind.nl Documentary about Marinus van der Lubbe
- Marinus van der Lubbe rehabilitated (English)